# Kaguya Shinomiya
Kaguya Shinomiya (四宮 かぐや, Shinomiya Kaguya)  é a personagem principal da série de mangá Kaguya-sama: Love Is War, criada por Aka Akasaka. Ela é a vice-presidente do conselho de estudantil da Academia Shuchiin e vem da rica família Shinomiya. Kaguya tem sentimentos por Miyuki Shirogane, o presidente do conselho estudantil, mas é orgulhosa demais para confessar seus sentimentos. Mais tarde na série, eles conseguem se declarar e se tornar um casal, embora o relacionamento deles seja complicado pelas circunstâncias familiares de Kaguya e pela decisão de Miyuki de estudar no exterior, na Universidade de Stanford.
Akasaka se baseou na personagem Kaguya-hime, do folclore japonês, para modelar a personalidade de Kaguya. Inicialmente, ele fez com que Kaguya e Miyuki tivessem personalidades semelhantes, embora seus personagens tenham divergido ao longo do tempo. Kaguya é dublada em japonês por Aoi Koga e em inglês por Alexis Tipton . Ela é interpretada por Kanna Hashimoto nas adaptações cinematográficas.
Kaguya foi bem recebida pelos fãs. Ela ocupou posições altas em enquetes de popularidade e ganhou o prêmio de Melhor Garota no Crunchyroll Anime Awards de 2021.

## Criação e desenvolvimento
Aka Akasaka disse que modelou Kaguya para ser como Kaguya-hime, no sentido de que ambas são princesas no início, mas com algo mais profundo em seus personagens à medida que a história avança. Ele fez com que tanto Kaguya quanto Miyuki tivessem personalidades semelhantes no começo, sendo ambos orgulhosos e intelectuais, mas mais tarde revelando-se como "idiotas desajeitados" por dentro. Ele faria com que os dois se diferenciassem em tendências, com Kaguya se tornando mais como uma "mocinha rebelde" Akasaka também disse que, embora Kaguya tenha um lado sombrio, ele não queria que as pessoas a odiassem, então tenta manter equilibradas as emoções positivas e negativas nela.

### Atrizes
Kaguya é dublada por Aoi Koga em japonês. Em uma entrevista de duas partes para a Febri, Koga relembrou como, durante a primeira temporada do anime, ela tentou dar o seu melhor para dar voz a Kaguya para não atrapalhar seus colegas dubladores. Ela também sentiu que, durante a terceira temporada do anime, o coração de Kaguya estava se aquecendo e se tornando mais parecido com o de uma colegial de sua idade, e Koga queria refletir essa mudança com sua atuação. Ela também observou que Kaguya passou a expressar emoções e sentimentos que não havia mostrado nas temporadas anteriores. À medida que a série avançava, Koga sentiu que interpretar Kaguya lhe permitiu crescer como pessoa, e ela conseguiu se identificar com as mudanças na personalidade de Kaguya entre a primeira e a terceira temporada.
Kaguya é interpretada por Kanna Hashimoto nas adaptações cinematográficas. Hashimoto era fã da série de mangá e ficou animada quando lhe ofereceram o papel de Kaguya, acreditando que poderia desempenhá-lo bem. Ao interpretar a personagem, Hashimoto queria expressar os pensamentos e sentimentos de Kaguya, especialmente seu amor por Miyuki e seu papel como membro do conselho estudantil. Ela admitiu que foi um desafio interpretar Kaguya, observando como ser fã do mangá original e como ela lidou com o papel foram essenciais para adaptar Kaguya para o live-action.

## Aparições

### EmKaguya-sama: Love is War
Kaguya é a vice-presidente do conselho estudantil da Academia Shuchiin. Ela é conhecida por sua beleza, inteligência e riqueza, sendo que sua família é dona de um dos maiores conglomerados empresariais do Japão. Devido ao fato de ter nascido em uma família de classe alta, a maneira como Kaguya foi criada fez com que ela se tornasse orgulhosa, fria e calculista; mas por trás dessas características, ela é na verdade uma adolescente inocente, gentil e justa. Seu status social e criação também causam sofrimento emocional devido à solidão e isolamento. Apesar de sua inteligência e recursos, ela é surpreendentemente inepta ao lidar com mídias sociais e tecnologia digital (embora se saia muito bem com métodos mais antigos e analógicos, como a máquina de escrever). Ela também é bastante ingênua quando se trata de romance e sexualidade, e teve que aprender a usar a moda e a feminilidade a seu favor. Para fazer com que Miyuki confesse seu amor de forma direta ou indireta, ela geralmente planeja com antecedência para inclinar as circunstâncias a seu favor. Além de se envolver com o trabalho do conselho estudantil, ela também faz parte do clube de arco e flecha. Embora seja canhota, ela escreve com a mão direita.
Por fim, Kaguya e Miyuki confessam seus sentimentos mutuamente durante o festival da escola, compartilhando seu primeiro beijo enquanto balões em forma de coração flutuam no céu. Mais tarde, eles têm relações pela primeira vez quando Kaguya passa a noite no apartamento da família Shirogane.Ca. 220 Ca. 220 Inicialmente, ela desaprova a decisão de Miyuki de estudar na Universidade de Stanford, mas acaba aceitando. Ela até o acompanha secretamente aos Estados Unidos para se despedir dele e o visita regularmente. Ela também tem planos de estudar em Stanford depois de se formar.
Mais tarde, na história, é revelado que Kaguya nasceu de um caso extraconjugal entre seu pai e uma prostituta chamada Nayotake Shimizu, que morreu menos de um mês após dar à luz a ela.Ca. 254 Ca. 254 Como resultado, ela não seria considerada parte da família, de acordo com a tradição. Apesar de seu pai ainda considerá-la um membro da família tanto quanto os outros filhos, ela ainda é tratada como uma ferramenta política por seus dois irmãos mais velhos.Ca. 249 Ca. 249

### Outras aparições
Kaguya faz uma participação especial em um capítulo bônus de Oshi no Ko, outra série de mangá criada por Akasaka. Nessa aparição, ela atua como fotógrafa de Ruby Hoshino durante uma sessão de fotos. É implícito que ela se casou com Miyuki, já que ela é creditada sob o nome de Kaguya Shirogane (白銀 輝夜, Shirogane Kaguya).Capítulo especial

## Recepção
Em uma pesquisa de popularidade realizada em 2019 por Akiba Souken, Kaguya ficou em primeiro lugar com 3.409 votos. Ela ficou em 4º lugar em uma pesquisa de popularidade realizada pelo site NetLab em 2021, com 406 votos, e também ficou em primeiro lugar em uma pesquisa de popularidade entre personagens dubladas por Aoi Koga.
No Crunchyroll Anime Awards de 2021, Kaguya ganhou o prêmio de Best Girl (Melhor Garota). Além disso, ela e Miyuki Shirogane foram finalistas na categoria Best Couple (Melhor Casal).